# Таміка строкатоголова
Та́міка строкатоголова (Cisticola lais) — вид горобцеподібних птахів родини тамікових (Cisticolidae). Мешкає здебільшого в Східній і Південній Африці.

## Підвиди
Виділяють сім підвидів:
- C. l. namba Lynes, 1931 — західна Ангола;
- C. l. semifasciatus Reichenow, 1905 — південно-східна Замбія, південна Танзанія, Малаві і північний схід Мозамбіку;
- C. l. mashona Lynes, 1930 — Зімбабве, південний Мозамбік і північний схід ПАР;
- C. l. oreobates Irwin, 1966 — гора Горонгоза (центральний Мозамбік);
- C. l. monticola Roberts, 1913 — північ ПАР;
- C. l. lais (Hartlaub & Finsch, 1870) — схід ПАР і Лесото;
- C. l. maculatus Lynes, 1930 — південь ПАР.

Смугаста таміка іноді розглядається як підвид строкатоголової таміки.

## Поширення і екологія
Строкатоголові таміки мешкають в Анголі, Малаві, Мозамбіку, Лесото, Есватіні, Танзанії, Замбії, Зімбабве і Південно-Африканській Республіці. Вони живуть на тропічних і субтропічних високогірних луках на висоті до 2750 м над рівнем моря.